# Mohammed al-Shafi'i

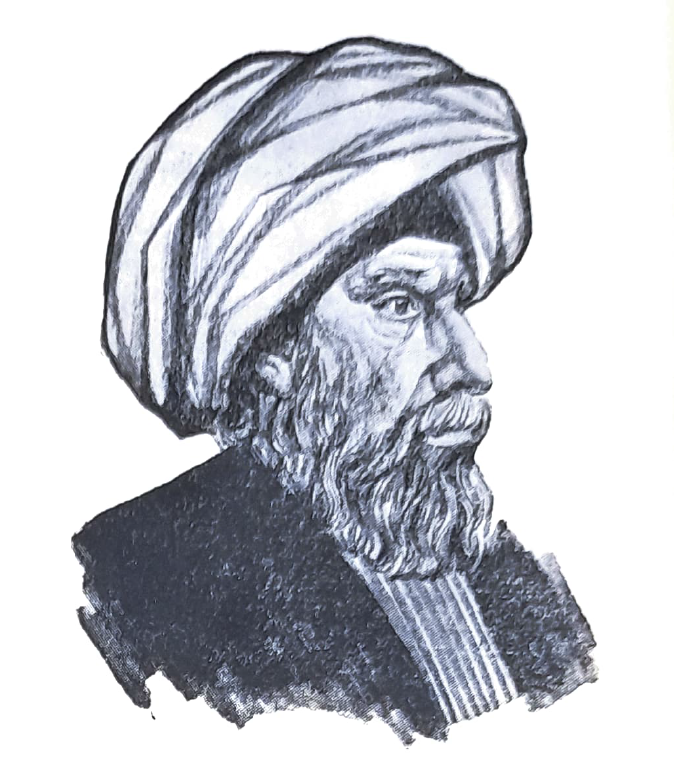
Tekening die Mohammed al-Shafi'i voorstelt

Abu ʿAbdoellah Moḥammad ibn Idris al-Shafiʿi, ook bekend als Imam Shafi'i (Gaza, 767 – Caïro 820), was een van de belangrijkste imams van de islam. Hij was een jurist, imam en de stichter van de shafi'i-school van fikh. Hij was ook auteur van het boek Al-Risala.

## Biografie
Imam Mohammed al-Shafi'i werd geboren in Gaza tijdens het Kalifaat van de Abbasiden in het jaar 767. Op tweejarige leeftijd verloor al-Shafi'i zijn vader, nadien verhuisde hij met zijn moeder naar Mekka. Hij leerde op jonge leeftijd de hele Koran uit zijn hoofd. Later bestudeerde hij islamitische wetenschap, poëzie en Arabische literatuur. Hij ondernam vele reizen om kennis op te doen in onder andere Bagdad en Medina, waar hij studies genoot bij Malik ibn Anas. Hij stierf op 54-jarige leeftijd in Caïro en is daar begraven.
Ibn al-Shafi'i wordt algemeen beschouwd als de grootste onder de oorspronkelijke stichters van de vier verschillende sharia scholen in islamitisch recht, welke tegenwoordig dominant zijn: de Hanifi, Maliki, Shafi'i en Hanbali. Zijn ideeën werden beïnvloed door zijn betrokkenheid bij het bestaande recht dat was vastgelegd door zijn voorgangers en tijdgenoten, en daarna door zijn volgelingen verder ontwikkeld en geformaliseerd.
Al vroeg kwam Ibn al-Shafi'i onder invloed van Malik ibn Anas, de stichter van de malikitische rechtsschool. Hij was het echter niet eens met zijn voormalige leraar over de religieuze betekenis van de soenna zoals geconcretiseerd in de wet en religieuze gewoonten van Medina, de tweede heilige stad van de islam. Hij vond het niet veilig om zich te baseren op het voorbeeld van slechts een enkele stad en hechtte meer waarde aan de Hadith als bron van islamitisch recht.
Toch geloofde al-Shafi'i niet dat de Hadith simpelweg als authentiek kon worden verondersteld. Het was daarom nodig dat elke Hadith werd gesteund door een ononderbroken keten van toegewijde moslims die terugvoerde naar de tijd van Mohammed. Het gevolg van deze eis voor historische nauwkeurigheid was dat islamitische geleerden nagingen welke Hadith waar was en welke niet. Het standpunt van al-Shafi'i was dat de islamitische wet moest worden ontleend aan het voorbeeld van de profeet Mohammed, dat te vinden is in zijn woorden en daden. Het was de plicht van iedere moslim om te proberen net als de profeet te leven. Hij stond niet in voor twee andere bronnen van islamitisch recht, welke een secundaire rol speelden: quadis en imja. Qadis staat voor redeneren via analogie om nieuwe wetten op te stellen aan de hand van bestaande wetten. Imja staat voor de consensus van een gemeenschap: een geaccepteerde gewoonte kon worden aanvaard als een correct islamitisch beginsel, aangezien God niet zou toestaan dat een hele moslimgemeenschap zich in alle aspecten zou vergissen.
Het werk van al-Shafi'i verschafte een kader dat een geordend islamitisch recht mogelijk maakte. Het werk van grote rechtsgeleerde voorgangers zoals Malik ibn Anas en Abu Hanifah had geleid tot schisma's en conflicten omdat het berustte op juridische speculatie en werd beïnvloed door bijzondere lokale situaties. De aanpak van al-Shafi'i omzeilde deze problemen grotendeels en bood een model voor de ontwikkeling van een betrekkelijk uniform islamitisch rechtsstelsel.